# Evangelische Kirche (Chodov)

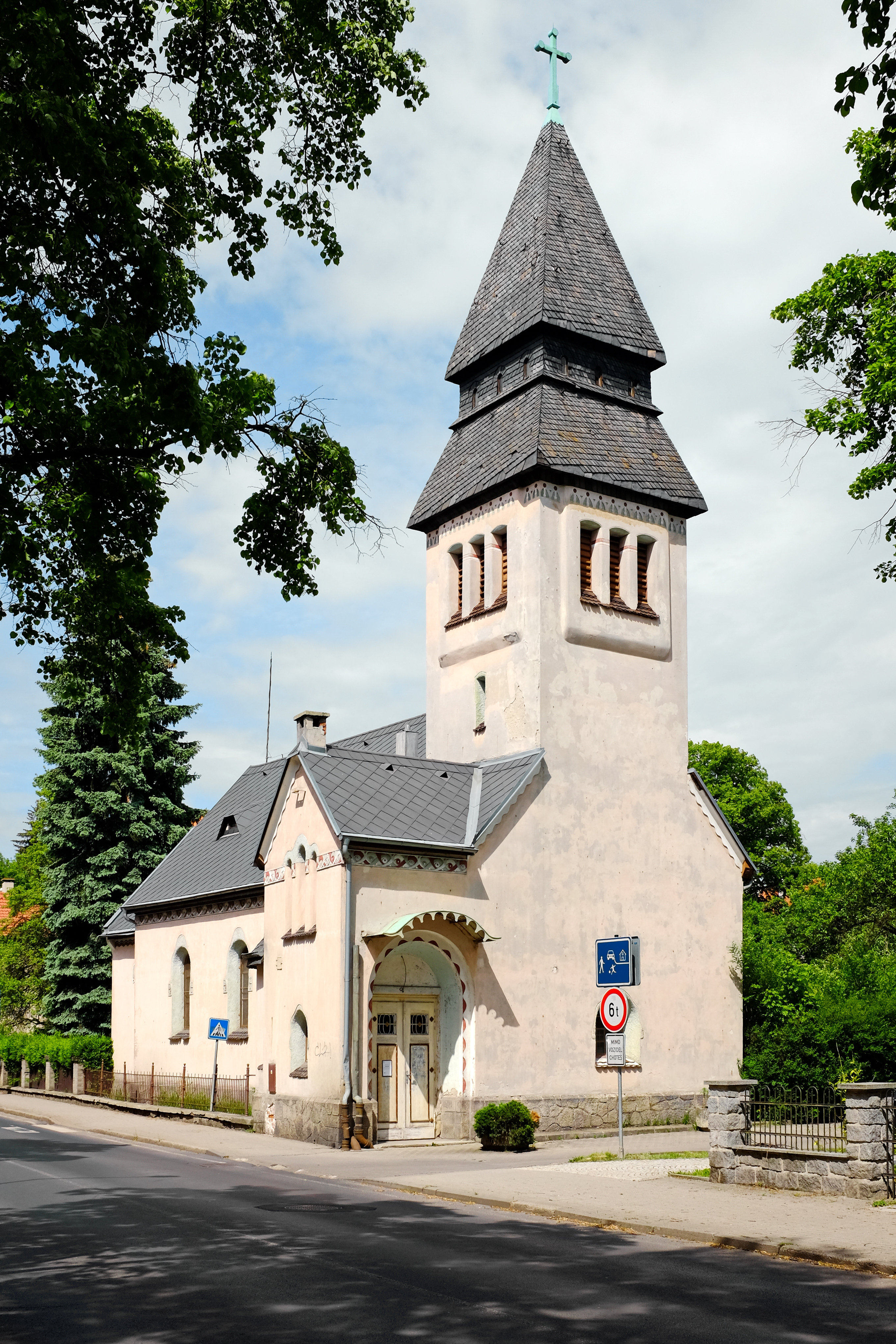
Evangelische Kirche in Chodau

Die Evangelische Kirche ist ein Kirchengebäude in Chodov (deutsch Chodau) im Okres Sokolov in Tschechien. Bis 1918 gehörte sie der Evangelischen Superintendentur A. B. Böhmen, danach der Deutschen Evangelischen Kirche in Böhmen, Mähren und Schlesien an. Nach 1945 kam die Gemeinde zur Evangelischen Kirche der Böhmischen Brüder.

## Geschichte
Mit der Industrialisierung, die 1894 zur Stadterhebung von Chodau führte, kamen im späten 19. Jahrhundert zunehmend auch evangelische Glaubensangehörige  aus dem benachbarten Sachsen. Als Filialkirche der Thomaskirche von Falkenau an der Eger wurde 1906, wie dort durch den Leipziger Architekten Julius Zeißig, der bestehende Kirchenbau erbaut, eine Saalkirche mit eingezogenem Rechteckchor, integriertem Turmbau mit gestuftem Pyramidenhelm und seitlich angefügter Vorhalle, errichtet in der einfachen Formensprache der beginnenden Moderne.